# Hansano
Hansano ist eine norddeutsche Marke für Milchprodukte und seit der Fusion 2011 Teil des schwedisch-dänischen Molkereikonzerns Arla Foods amba. Grundstein der Marke legte 1900 die Gründung der Hansa-Meierei GmbH in Lübeck. Im August 1963 wurde die Marke beim Deutschen Patent- und Markenamt angemeldet. Die Hauptproduktionsstätte von Hansano befindet sich seit 1995 in Upahl in Mecklenburg-Vorpommern.

## Geschichte

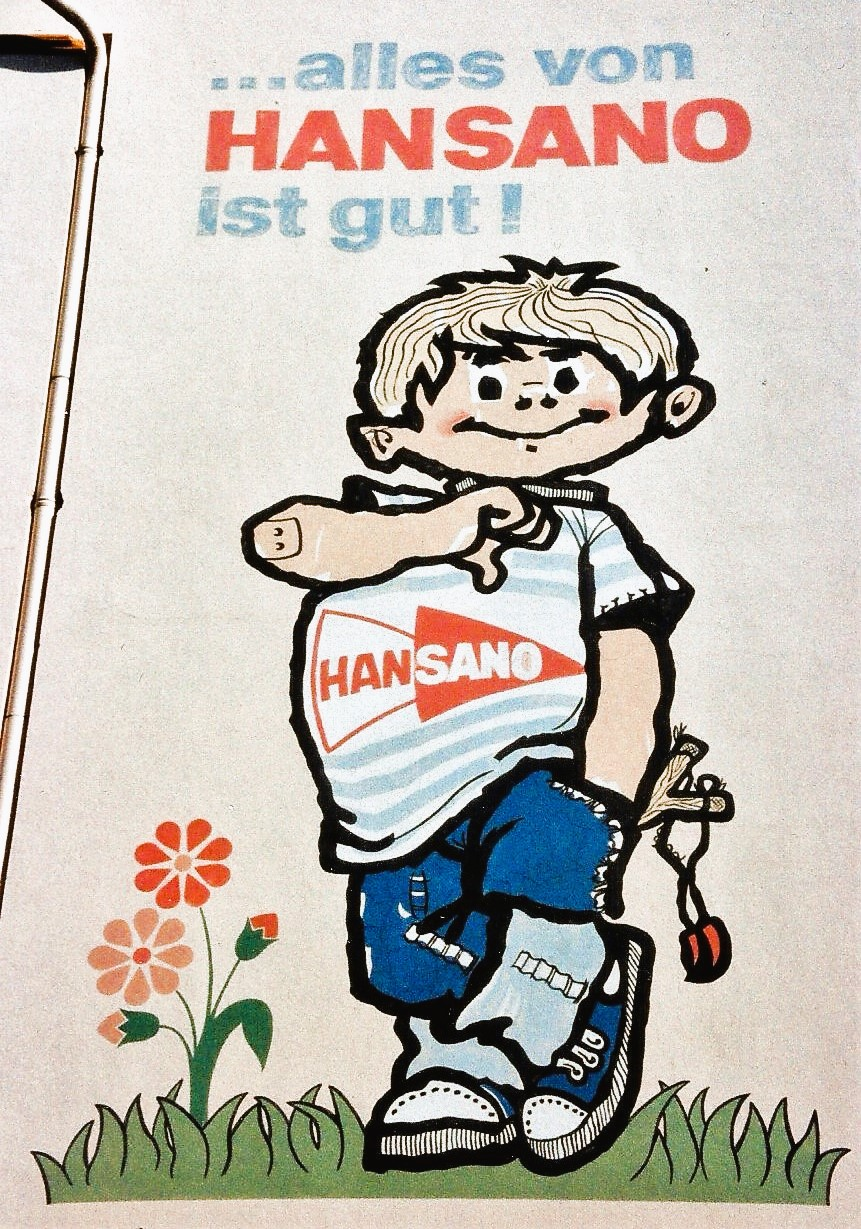
Werbefigur Hansi

Als Firmenaufgabe wurden 1900 im Handelsregister u. a. „die Milchverwertung und … der Vertriebe von durch Kühlung haltbar gemachter Milch und Butter…“ definiert. Dies ist bezeichnend für die von Anfang an gelebte Philosophie bei Hansano: keine Beschränkung auf Erfassung und Produktion, sondern ein Zusammenspiel von Vertrieb, Werbemaßnahmen, der Logistik und der Distribution.
So wurden noch vor dem Ersten Weltkrieg die bestehenden Lübecker Milchläden um weitere Verkaufsstellen in Hamburg erweitert. Eine Voraussetzung dafür war die steigende Zahl der Milchlieferanten (=Gesellschafter) und damit verbunden die Erweiterung des Viehbestands.
Trotz einiger Rückschläge durch den Ersten Weltkrieg deckte die Hansa-Meierei 1926 ca. 60 % des gesamten Milchbedarfs Lübecks. Dafür sorgten ca. 100 Verkaufsstellen sowie 80 Verkaufs- und Rollwagen mit 80 Pferden und sieben Kraftwagen.
Im Jahr 1934 sahen sich der Vorstand und der Aufsichtsrat der Hansa-Milch GmbH durch eine eingesetzte „Neuordnung der Trinkmilchmärkte in Schleswig-Holstein“ dazu gezwungen, die Liquidation des Unternehmens als GmbH einzuleiten und die Neugründung der Hansa-Meierei als eingetragene Genossenschaft auf den Weg zu bringen. Zu dieser Zeit umfasste die Genossenschaft 525 Landwirte mit rund 5.500 Kühen.
Mit dem Zweiten Weltkrieg traten turbulente Zeiten ein. Eine große Zahl an Dekreten, Verknappungen, Rationierungen, Energiemangel und Transportschwierigkeiten brachten schwer lösbare Probleme mit sich.
Erst mit der Währungsreform im Jahre 1948 kam die wirtschaftliche Freiheit zurück. Die Kehrseite waren allerdings die Produktionsüberschüsse. Mit diesen wurde die Orientierung Richtung Absatz und Marketing immer wichtiger.
Anfang der 1950er Jahre – nach der Modernisierung der Produktion – wurde eine eigene Dosenfabrik für die Herstellung von Dauermilcherzeugnissen errichtet. Von 1954 bis 1983 produzierte das Werk 4,7 Milliarden Dosen.
In den 1960er Jahren weitete man das Vertriebsgebiet auf den Großraum Berlin aus, um die unzureichende Versorgung der Berliner Bevölkerung mit Milch zu verbessern. Besonders bedeutend war damals auch die Belieferung der Lübecker Schulen mit Milch und Milchgetränken.
Das Sortiment wurde konsequent erweitert und beinhaltete zu diesem Zeitpunkt bereits ein breites Angebot an Basisprodukten wie Milch, Butter, Quark sowie Milchspezialitäten wie Joghurt.
In den 1970er Jahren gab es viele Zusammenschlüsse in Schleswig-Holstein. Die Hansa-Meierei übernahm einige ortsansässige Betriebe und auch solche aus weiterer Umgebung. Parallel wurde der Firmenname geändert: Hansa-Milch Ostholstein-Lübeck.
Das historisch wohl bedeutendste Ereignis für die bis heute bestehende Marke Hansano ist die Ausweitung der Meierei-Einzugsgebiete, die im Zuge der EWG-Entwicklung entstanden. Diese Liberalisierung stellte an die Unternehmen abermals große Herausforderungen. Die ständig steigende und damit schärfer werdende Konzentration im Lebensmittelhandel zwang die Unternehmen zu Produktionsverlagerungen und Zusammenschlüssen in den Bereichen Einkauf, Werbung und PR. Mitte 1969 stimmte die Generalversammlung dem Warenzeichen „Hansano“ der Hansa-Meierei Hamburg eG zu. Dementsprechend wurden die für den Markt bestimmten Produkte mit dem Hansano-Zeichen versehen, um eine Wiedererkennbarkeit der qualitativ hochwertigen Produkte zu schaffen und auch eine breitgefächerte Kommunikation über Lübeck hinaus zu ermöglichen.
In den Folgejahren schlossen sich zahlreiche weitere Molkereien dem Verbund an, was vor allem den Vorteil der Arbeitsteilung mit sich brachte.
Immer größer werdende nationale und auch europäische Märkte ließen die Branche und somit auch die Hansa-Milch wachsen.
Auch als die Grenzen der DDR fielen, wurde das Milcheinzugs- und Absatzgebiet weiter in Richtung Osten ausgeweitet. Die wichtigsten Meilensteine der 1990er Jahre aufgelistet:
- 1990 Integration der Bädermeierei aus dem ostholsteinischen Grube
- 1993 Fusion mit der Rendsburger Milchzentrale, der Meierei Bokhorst, der Kieler Milchzentrale und der Milchzentrale Bornhöved-Leezwn
- 1994 Änderung des Firmennamens in „Hansa-Milch Mecklenburg-Holstein“ eG
- 1995 Errichtung des neuen Milchwerks im mecklenburgischen Upahl, dem neuen Hauptfirmensitz

Seit Anfang der 2000er Jahre sind nicht weniger als 1000 norddeutsche Bauernhöfe – darunter sowohl mecklenburgische als auch holsteinische – für die Anlieferung der Rohmilch an die Betriebsstätten Upahl und Leezen zuständig. Das heißt, dass ca. jeder dritte Milcherzeuger in den beiden Bundesländern dem Unternehmen direkt verbunden ist. Die überwiegend unter dem Namen Hansano vertriebenen Erzeugnisse – vornehmlich Molkereifrischeprodukte – haben die Marke zu einer der bekanntesten und vor allem erfolgreichsten in ganz Norddeutschland gemacht. Abgesetzt werden die im gesamten Raum von der Nordseeküste bis nach Vorpommern und von der deutsch-dänischen Grenze bis ins nördliche Niedersachsen. Die Ansprüche, die die Hansa-Milch zu dieser Zeit im Interesse aller ihrer Kunden an sich selbst stellt, hießen: Qualität, Frische, Genuss und „typisch norddeutsch“.
Auch nach der Fusion mit dem schwedisch-dänischen Molkerei Konzerns Arla Foods amba im Jahr 2011, wurden diese Ansprüche aufrechterhalten. Die Auflösung der Hansa-Milch AG und die anschließende Eingliederung in die Arla Foods Deutschland GmbH erfolgte wenig später im Jahr 2012.
Einen großen Teil der Marketing-Strategie von Hansano machen weiterhin Werbekampagnen aus. Ziel ist – damals wie heute – durch ansprechendes Design und aussagekräftige Slogans den norddeutschen Charakter der Marke den Konsumenten näher zu bringen. Die erste Kampagne im Jahr 1971 trug den Slogan „… alles von Hansano ist gut“ und im Jahr 1997 wurde mit „Hansano. Aus frischer Nachbarschaft“ geworben. Fokus wurde dabei neben Radio- auch auf Fernseh- und Print-Werbung gelegt. Die aktuelle Kampagne aus dem Herbst 2022 „Hansano – Echt gut. Wie der Norden“ zeichnet sich vor allem durch kurze Werbeclips vor norddeutschen Weiden im Social-Media-Bereich und passenden Vertonungen für das Radio aus. Auch hier wird der Fokus auf den norddeutschen Humor und Authentizität der Produkte gelegt.

## Produkte
Das Produkt-Portfolio von Hansano unterlag, wie die Marke selbst, einem stetigen Wandel und wurde stets den aktuellen Kundenbedürfnissen angepasst. Aus einfacher Frischmilch in der ersten Hälfte des 20. Jahrhunderts, entwickelten sich ab 1950 weitere Produkte wie Sterilmilch, Kaffeesahne und Kakaodrink in Glasflaschen. Das Angebot wuchs mit Nutzung der „Milchtüten“ und auch Markenbutter und Buttermilch gehörten seit den 1970ern zum Sortiment.
Seit den 2010er Jahren bis heute prägen vor allem frische und haltbare Weidemilch, welche es auch in laktosefreier Variante gibt, den Produktkatalog von Hansano. Nachfolgend eine Auflistung aktueller Produkte:
- Frische Weidemilch (1,8 % und 3,9 % Fett)
- Haltbare Weidemilch (1,5 % und 3,5 % Fett)
- Laktosefreie Milch (1,5 % und 3,5 % Fett)
- Frische Reine Buttermilch (1 % Fett)
- Konditorsahne (35 % Fett)
- Schlagsahne (30 % Fett)
- Kochsahne (15 % Fett)
- Saure Sahne cremig gerührt (10 % Fett)
- Saure Sahne stichfest (10 % Fett)
- Schmand (24 % Fett)
- Quark in drei Sorten (Gold Quark 40 %, Speisequark 20 % und Magerquark 0,3 % Fett)
- Bulgaria Joghurt (0,1 % und 3,5 % Fett)
- Hansano Butter